# Grand Prix Národů 1950
Grand Prix Národů 1950 (oficiálně III Grand Prix des Nations) byl nemistrovský závod Formule 1 v sezóně 1950, který se konal dne 30. července 1950 ve Švýcarsku.

## Kvalifikace
| 1      | 4  | Juan Manuel Fangio      | Alfa Romeo      | 1:46.7 | –      |
| 2      | 40 | Alberto Ascari          | Ferrari         | 1:48.7 | + 2.0  |
| 3      | 42 | Luigi Villoresi         | Ferrari         | 1:48.7 | + 2.0  |
| 4      | 2  | Giuseppe Farina         | Alfa Romeo      | 1:49.3 | + 2.6  |
| 5      | 6  | Emmanuel de Graffenried | Alfa Romeo      | 1:51.1 | + 4.7  |
| 6      | 44 | Raymond Sommer          | Talbot-Lago     | 1:52.8 | + 6.1  |
| 7      | 46 | Piero Taruffi           | Alfa Romeo      | 1:53.0 | + 6.3  |
| 8      | 20 | Felice Bonetto          | Maserati-Milano | 1:55.5 | + 8.8  |
| 9      | 10 | Louis Chiron            | Maserati        | 1:58.5 | + 11.8 |
| 10     | 24 | Robert Manzon           | Simca-Gordini   | 1:58.6 | + 11.9 |
| 11     | 18 | Johnny Claes            | Talbot-Lago     | 1:57.9 | + 11.2 |
| 12     | 32 | Harry Schell            | Maserati        | 1:58.7 | + 12.0 |
| 13     | 34 | Reg Parnell             | Maserati        | 2:00.0 | + 13.3 |
| 14     | 30 | Princ Bira              | Maserati        | 2:00.1 | + 13.4 |
| 15     | 16 | Yves Giraud-Cabantous   | Talbot-Lago     | 2:01.7 | + 15.0 |
| 16     | 8  | José Froilán González   | Maserati        | 2:07.6 | + 20.9 |
| 17     | 26 | Antonio Branca          | Maserati        | 2:07.7 | + 21.0 |
| 18     | 22 | Franco Comotti          | Maserati-Milano | 2:17.1 | + 30.4 |
| 19     | 12 | Franco Rol              | Maserati        | -      | -      |
| 20     | 36 | David Murray            | Maserati        | 2:26.7 | + 40   |
| Zdroj: |    |                         |                 |        |        |

## Závod
| Poř.   | No. | Jezdec                  | Konstruktér     | Počet kol | Čas/Odstoupení    | Pořadí na startu |
| ------ | --- | ----------------------- | --------------- | --------- | ----------------- | ---------------- |
| 1      | 4   | Juan Manuel Fangio      | Alfa Romeo      | 68        | 2:07'55.0         | 1                |
| 2      | 6   | Emmanuel de Graffenried | Alfa Romeo      | 66        | +2 kola           | 5                |
| 3      | 46  | Piero Taruffi           | Alfa Romeo      | 66        | +2 kola           | 7                |
| 4      | 40  | Alberto Ascari          | Ferrari         | 62        | Motor             | 2                |
| 5      | 16  | Yves Giraud-Cabantous   | Talbot-Lago     | 62        | +6 kol            | 15               |
| 6      | 2   | Giuseppe Farina         | Alfa Romeo      | 61        | Nehoda            | 4                |
| 7      | 24  | Robert Manzon           | Simca-Gordini   | 61        | +7 kol            | 10               |
| 8      | 10  | Louis Chiron            | Maserati        | 61        | +7 kol            | 9                |
| 9      | 42  | Luigi Villoresi         | Ferrari         | 60        | Nehoda            | 3                |
| 10     | 18  | Johnny Claes            | Talbot-Lago     | 60        | Přehřátí          | 11               |
| 11     | 20  | Felice Bonetto          | Maserati-Milano | 58        | +10 kol           | 8                |
| 12     | 12  | Franco Rol              | Maserati        | 58        | 10 kol            | 19               |
| 13     | 26  | Antonio Branca          | Maserati        | 56        | +12 kol           | 17               |
| Ret    | 44  | Raymond Sommer          | Talbot-Lago     | 39        | Přetočení         | 6                |
| Ret    | 34  | Reg Parnell             | Maserati        | 29        | Vzdal závod       | 13               |
| Ret    | 30  | Princ Bira              | Maserati        | 24        | Výfuk             | 14               |
| Ret    | 36  | David Murray            | Maserati        | 15        | Palivové čerpadlo | 20               |
| Ret    | 22  | Franco Comotti          | Maserati-Milano | 14        | Karburátor        | 18               |
| Ret    | 32  | Harry Schell            | Maserati        | 12        | Palivová nádrž    | 12               |
| Ret    | 8   | José Froilán González   | Maserati        | 5         | Chladič           | 16               |
| Zdroj: |     |                         |                 |           |                   |                  |